# Tatyana Chernova
Pour les articles homonymes, voir Tchernova.
Tatyana Sergeyevna Chernova (en russe : Татьяна Сергеевна Чернова, Tatiana Sergueïevna Tchernova), née le 29 janvier 1988 à Krasnodar, est une athlète russe spécialiste de l'heptathlon.

## Carrière sportive
Chernova remporte en 2005 la finale de l'heptathlon des Championnats du monde jeunesse, compétition d'athlétisme réservée aux athlètes de moins de dix-huit ans. Elle s'impose l'année suivante lors des Championnats du monde junior 2006 de Pékin en améliorant sa meilleure performance avec 6 227 points.
Sélectionnée dans l'équipe de Russie lors des Jeux olympiques d'été de 2008 à Pékin, Tatyana Chernova remporte la médaille de bronze de l'heptathlon, derrière l'Ukrainienne Nataliya Dobrynska et l'Américaine Hyleas Fountain, et profitant de la disqualification pour dopage de Lyudmila Blonska, initialement deuxième.
Sa meilleure performance à l'heptathlon est de 6 618 points réalisée le 1er juin 2008 lors du meeting de Götzis.
Lors des Mondiaux de Daegu, en 2011, elle devient championne du monde de l'heptathlon avec 6 880 points. Après avoir été championne « jeunesse » en 2005 et junior en 2006, elle devient la première femme à avoir remporté une épreuve combinée dans ces trois catégories.
Le 30 janvier 2015, la fédération russe annonce qu'en raison des paramètres anormaux de son passeport biologique, elle est suspendue des compétitions pour dopage, mais elle devrait conserver son titre mondial obtenu en 2011, car obtenu à une période où elle n'est pas contrôlée. Le 30 novembre 2016, il est annoncé que tous ses résultats de 2011 à 2013 sont également annulés, lui retirant son titre mondial 2011 et mondial universitaire 2013, ainsi que sa médaille de bronze olympique 2012.
Le 24 avril 2017, le CIO annonce également son contrôle positif aux Jeux olympiques de 2008 : elle est disqualifiée et déchue de sa médaille de bronze. Le 18 juillet, son appel devant le TAS est rejeté. Elle est suspendue jusqu'au 4 octobre 2017.

## Palmarès
| Année | Compétition                           | Lieu                                  | Résultat | Épreuve    |
| ----- | ------------------------------------- | ------------------------------------- | -------- | ---------- |
| 2005  | Championnats du monde jeunesse        | Marrakech                             | 1re      | Heptathlon |
| 2006  | Championnats du monde juniors         | Pékin                                 | 1re      | Heptathlon |
| 2008  | Championnats du monde en salle        | Valence                               | 7e       | Pentathlon |
| 2008  | Hypo-Meeting                          | Götzis                                | 1re      | Heptathlon |
| 2008  | Jeux olympiques                       | Pékin                                 | DSQ      | Heptathlon |
| 2008  | Coupe du monde des épreuves combinées | Coupe du monde des épreuves combinées | DSQ      | Heptathlon |
| 2009  | Championnats du monde                 | Berlin                                | DSQ      | Heptathlon |
| 2009  | Décastar                              | Talence                               | DSQ      | Heptathlon |
| 2010  | Championnats du monde en salle        | Doha                                  | DSQ      | Pentathlon |
| 2010  | Hypo-Meeting                          | Götzis                                | DSQ      | Heptathlon |
| 2010  | Championnats d'Europe                 | Barcelone                             | DSQ      | Heptathlon |
| 2010  | Décastar                              | Talence                               | DSQ      | Heptathlon |
| 2010  | Coupe du monde des épreuves combinées | Coupe du monde des épreuves combinées | DSQ      | Heptathlon |
| 2011  | Hypo-Meeting                          | Götzis                                | DSQ      | Heptathlon |
| 2011  | TNT - Fortuna Meeting                 | Kladno                                | DSQ      | Heptathlon |
| 2011  | Championnats du monde                 | Daegu                                 | DSQ      | Heptathlon |
| 2011  | Décastar                              | Talence                               | DSQ      | Heptathlon |
| 2011  | Coupe du monde des épreuves combinées | Coupe du monde des épreuves combinées | DSQ      | Heptathlon |
| 2012  | Hypo-Meeting                          | Götzis                                | DSQ      | Heptathlon |
| 2012  | Jeux olympiques                       | Londres                               | DSQ      | Heptathlon |
| 2012  | Décastar                              | Talence                               | DSQ      | Heptathlon |
| 2012  | Coupe du monde des épreuves combinées | Coupe du monde des épreuves combinées | DSQ      | Heptathlon |
| 2013  | Universiade                           | Kazan                                 | DSQ      | Heptathlon |

## Records
| Épreuve    | Performance | Lieu    | Date            |
| ---------- | ----------- | ------- | --------------- |
| Heptathlon | 6 618 pts   | Götzis  | 1er juin 2008   |
| Pentathlon | 4 717 pts   | Tallinn | 15 février 2008 |